# Санный спорт на зимних Олимпийских играх 1968
Соревнования по санному спорту на зимних Олимпийских играх 1968 года прошли с 11 по 18 февраля на санно-бобслейной трассе во французской коммуне Виллар-де-Ланс, расположенной примерно в 19 км юго-западнее Гренобля. Изначально организаторы собирались провести бобслейные и санные заезды на одном треке в горнолыжном курорте Альп-д'Юэз, но затем приняли решение перенести санный спорт на отдельную трассу, специально возведённую для Олимпиады франко-польским архитектором Яном Штелером (подобное разделение бобслея и санного спорта повторилось только один раз на Играх 1980 года в Лейк-Плэсиде — во всех остальных случаях соревнования проводились совместно).
В состязаниях приняли участие 87 спортсменов из 15 стран, здесь дебютировали сборные Испании, Франции и Швеции, а Германия впервые выступила двумя отдельными командами: ГДР и ФРГ. Были разыграны три комплекта наград — на одноместных и двухместных санях среди мужчин и одноместных санях среди женщин.
Индивидуальные программы мужчин и женщин сопровождались неудовлетворительными погодными условиями. Старт соревнований был запланирован на 8 февраля, но из-за плохой погоды несколько раз переносился, а финальные четвёртые заезды и вовсе пришлось отменить. Кроме того, состязания женщин омрачились скандалом и дисквалификацией двух восточногерманских саночниц Ортрун Эндерлайн и Анны-Марии Мюллер. После трёх заездов они занимали лидирующие позиции, но были уличены в подогреве полозьев и лишены потенциальных медалей. Таким образом, золото досталось шедшей третьей представительнице Италии Эрике Лехнер. Без эксцессов прошли только соревнования двоек, победу здесь одержали действующие чемпионы мира из ГДР Клаус Бонзак и Томас Кёлер, помимо этого в одиночном разряде они взяли бронзу и серебро соответственно. Австриец Манфред Шмид тоже отметился двумя медалями, получил золотую награду в одиночках и серебряную в двойках.

## Медали

### Общий зачёт
| Место | Страна  | Золото | Серебро | Бронза | Всего |
| ----- | ------- | ------ | ------- | ------ | ----- |
| 1     | ГДР     | 1      | 1       | 1      | 3     |
| 2     | Австрия | 1      | 1       | 0      | 2     |
| 3     | Италия  | 1      | 0       | 0      | 1     |
| 4     | ФРГ     | 0      | 1       | 2      | 3     |
|       | Всего   | 3      | 3       | 3      | 9     |

### Медалисты
| Дисциплина         | Золото                           | Серебро                               | Бронза                                |
| ------------------ | -------------------------------- | ------------------------------------- | ------------------------------------- |
| Одиночки (мужчины) | Манфред Шмид Австрия             | Томас Кёлер ГДР                       | Клаус Бонзак ГДР                      |
| Одиночки (женщины) | Эрика Лехнер Италия              | Криста Шмук ФРГ                       | Ангелика Дюнхаупт ФРГ                 |
| Двойки             | ГДР · Клаус Бонзак · Томас Кёлер | Австрия · Манфред Шмид · Эвальд Вальх | ФРГ · Вольфганг Винклер · Фриц Нахман |